# Khafaja
 (octobre 2014).
Pour les articles homonymes, voir Khafaja (homonymie).
Khafaja (en arabe: خفاجة) est un sous-clan arabe principalement présent en Irak.

## Origine
Ils sont majoritairement répartis en Irak et d'autres régions arabes. Ils sont également identifiables à des noms comme « Al Khafaji » ou « Khafaji ».
On regroupe 5 000 000 individus issus de ces derniers et sont majoritairement musulmans sunnites ou chiites.